# Richmond (Illinois)
Pour les articles homonymes, voir Richmond.
Richmond est un village du Comté McHenry, Illinois, États-Unis.
La population était de 1091 habitants au recensement en 2000. Le maire actuel du village est Lauri Olson.

## Histoire
Le menuisier Guillaume A. McConnell était le premier colon de Richmond, en arrivant en 1837 et en érigeant le premier bâtiment du village, une structure de rondins. Huit autres colons sont arrivés en 1838 et la croissance a alors progressé rapidement. La première école a été construite sur la ferme de McConnell en 1841. McConnell et Dr R.R. Stone ont établi une usine de fromage dans Richmond et une laiterie.